# Талоно (Новара)
Талоно је насеље у Италији у округу Новара, региону Пијемонт.
Према процени из 2011. у насељу је живело 484 становника. Насеље се налази на надморској висини од 366 м.